# پاپوشا (فیلم)
پاپوشا (به انگلیسی: Papusza) فیلم زندگی‌نامه‌ای و درام به کارگردانی یوآنا کاس کراوزه و کریستف کراوزه محصول سال ۲۰۱۳ کشور لهستان است.

## داستان
فیلم براساس زندگی واقعی خانم برونیسلاوا واچ معروف به «پاپوشا» ساخته شده‌است و زندگی او را از تولد تا دوران پیری بازگو می‌کند.